# 淇武蘭橋
淇武蘭橋是中華民國（臺灣）宜蘭縣礁溪鄉二龍村的一座小型鄉間公路橋，跨越得子口溪支流二龍排水道，以所在地噶瑪蘭族人傳統地域「淇武蘭」為橋名，現役橋梁於2018年8月在舊橋原址重建。

## 沿革與設計
淇武蘭橋位於宜蘭縣礁溪鄉二龍村，橫跨二龍排水道通往玉田村，早期為二龍村龍舟競渡起始點，以孟宗竹（俗稱毛茹竹）搭建，1978年改建為3橋孔簡易水泥橋，橋面寬度大約2公尺，僅容許一輛中型轎車通過。
淇武蘭橋使用近40年後，年久失修、鋼筋裸露，經宜蘭縣政府勘查列為危橋，礁溪鄉公所配合公告禁行車輛，僅人員可通過。為提供自用車輛通行，礁溪鄉民代表大會爭取該橋改建。
新的淇武蘭橋由礁溪鄉鄉長林錫忠爭取宜蘭縣政府補助新臺幣672萬元，其餘款項由礁溪鄉公所自籌，改建工程自2018年1月6日起動工，立展工程顧問有限公司設計監造，龍祥營造股份有限公司承包，工程費新台幣1,360萬元，同年8月初完工，8月10日上午10時30分在宜蘭縣議會議員吳宏謀、礁溪鄉長林錫忠及鄉民的見證下，舉辦剪綵通車典禮。
改建後的新橋長23.2公尺、寬8公尺，1跨無落墩，橋身以地方特色二龍競渡的龍舟造型裝飾，橋身山、海兩側（西、東兩側）各以綠色、紅色6支船槳立體彩繪搭配。山側綠色船槳代表上游的淇武蘭、海側紅色船槳代表下游的洲仔尾，彰顯上游為淇武蘭庄，下游為洲仔尾庄的二龍競渡文化特色。
另外，該橋改建後無橋墩，有利河水暢通；而橋面拓寬為雙車道，也便利了二龍村與玉田村間車輛通行，兼具防洪排水、觀光遊憩、地景塑造及區域環境改善等效益。